# Lukas Wucherpfennig
Lukas Wucherpfennig, né le 23 août 1995 à Preetz, est un handballeur Allemand évoluant au poste d'ailier droit.